# وليم موراي (كاتب)
وليم موراي (بالإنجليزية: William Murray)‏ (8 أبريل 1926، نيويورك في الولايات المتحدة - 9 مارس 2005، نيويورك في الولايات المتحدة)؛ روائي أمريكي. درس في جامعة هارفارد.